# Daniel Böhm
Daniel Böhm (* 16. Juni 1986 in Clausthal-Zellerfeld) ist ein ehemaliger deutscher Biathlet und heutiger Biathlon-Funktionär. Er ist seit 2022 Sportdirektor der Internationalen Biathlon-Union.
Seine größten Erfolge als aktiver Athlet waren der Weltmeistertitel 2015 sowie die Silbermedaille bei den Olympischen Winterspielen 2014 jeweils mit der Herrenstaffel.
Mit fünf Titeln und insgesamt sieben Medaillen ist Böhm zudem bis heute (Stand 2024) erfolgreichster männlicher deutscher Teilnehmer an Europameisterschaften im Biathlon.

## Karriere
Daniel Böhm stammt aus Clausthal-Zellerfeld und startete für den SC Buntenbock. Er absolvierte im Rahmen der Spitzensportförderung eine Ausbildung bei der Bundespolizei. Von 2010 bis 2016 absolvierte er an der Technischen Universität Clausthal ein Studium des Wirtschaftsingenieurwesens, das er ohne Abschluss beendete.
Böhm gab sein internationales Debüt in der Saison 2005/06 bei den Juniorenrennen des Europacups, bei denen er konstant die Top 10 erreichte und ein Rennen gewann. Zusätzlich nahm er an den Juniorenweltmeisterschaften 2006 in Presque Isle teil, wo er mit der deutschen Staffel Bronze gewann. Noch erfolgreicher war er bei der JWM 2007 in Martell, als er zwei Silbermedaillen in Sprint und Verfolgung sowie Staffelgold (mit Simon Schempp, Sebastian Berthold und Christoph Stephan) gewann.
Zur Saison 2007/08 rückte Böhm aus dem Junioren- in den Seniorenbereich auf. Er qualifizierte sich dabei direkt für den Europacup und gab im November 2007 in Geilo sein Debüt. Bereits in der Folgewoche in Torsby erreichte er als Zweiter der Verfolgung seine erste Podestplatzierung. Im neuen Jahr konnte er an diese Leistung zunächst nicht anknüpfen. Erst nach den Europameisterschaften0 gelang ihm am 8. März in Cesana Torinese im Sprint sogar sein erster Sieg. Die Gesamtwertung des Europacups beendete er auf Platz sieben.
Auch die Saison 2008/09 begann Böhm im IBU-Cup. Nach konstanten Ergebnissen in Idre und Obertilliach erreichte er in Martell das Podium und war zum Jahreswechsel Zweiter der Gesamtwertung hinter Arnd Peiffer. Beide wurden für den Weltcup in Oberhof Anfang Januar nominiert. Böhm gab im Sprint sein Debüt und erreichte mit Platz 29 direkt die Punkteränge. Dennoch musste er in der Folgewoche in Nové Město wieder im IBU-Cup starten, als Michael Greis aus einer Krankheitspause ins Weltcupteam zurückkehrte. Nachdem er im Februar keine internationalen Rennen bestritten hatte, startete er bei den Europameisterschaften 2009 in Ufa. Dort gewann er in der Verfolgung Gold und mit der Staffel Silber. Aufgrund dieser Leistungen wurde Böhm erneut für den Weltcup nominiert und lief Anfang März im Einzel von Whistler überraschend hinter dem ebenfalls überraschenden Sieger Vincent Jay auf den zweiten Platz. Am selben Ort war er erstmals Teil einer deutschen Staffel. Gemeinsam mit Schempp, Peiffer und Michael Rösch bildete er das jüngste jemals im Weltcup für Deutschland gestartete Team und wurde mit diesem Dritter. Bei den beiden folgenden Weltcups konnte er an diese Ergebnisse nicht anknüpfen.
Vor Beginn der olympischen Saison 2009/10 verpasste Daniel Böhm zunächst die Qualifikation für den Weltcup. Im IBU-Cup war er dafür erfolgreich und beendete im Dezember kein Rennen schlechter als auf Platz vier. Er führte damit die Gesamtwertung zum Jahreswechsel an und wurde wiederum für den Weltcup in Oberhof nominiert. Dort und in Ruhpolding erreichte er im Sprint jeweils nicht die Punkteränge und musste die Mannschaft nach zwei Wochen wieder verlassen. Böhm verpasste somit auch die Olympischen Spiele. Zurück im IBU-Cup knüpfte er mit einem Sieg in Haute-Maurienne an seine Leistungen aus dem Dezember an. Bei den Biathlon-Europameisterschaften 2010 in Otepää gewann er im Sprint und mit der Staffel zwei weitere Goldmedaillen. Nach einer krankheitsbedingten Pause kehrte er zum Saisonabschluss am Holmenkollen und in Chanty-Mansijsk in den Weltcup zurück und belegte in den Sprints die Plätze 25 und 28.
Auch in der Saison 2010/11 qualifizierte Böhm sich nicht für den Weltcupauftakt. Nach einem zweiten Platz beim IBU-Cup in Martell durfte er jedoch bereits vor Weihnachten auf der Pokljuka in der höchsten Rennserie starten. Anfang Januar 2011 wurde er in Nové Město zweimal IBU-Cup-Zweiter und erhielt nach der Absage Simon Schempps in Ruhpolding weitere Weltcup-Einsätze. Mit den Plätzen zwölf und fünfzehn in Sprint und Verfolgung schaffte er dabei die WM-Norm des Deutschen Skiverbands. In der Folgewoche in Antholz erreichte Böhm in der Staffel zusammen mit Christoph Stephan, Arnd Peiffer und Michael Greis seinen ersten Weltcupsieg. Bei der nächsten Weltcup-Station im Februar 2011 in Presque Isle holte er als Schlussläufer der Mixed-Staffel erneut den Sieg. Sein zweitbestes Einzelergebnis schaffte er im Auftaktrennen der nächsten Station in Fort Kent, als er im Sprint nach fehlerfreier Schießleistung auf Rang fünf einkam. Im März nahm Böhm in Chanty-Mansijsk erstmals an Biathlon-Weltmeisterschaften teil. Er kam dabei zu einem Start im Einzel, in dem er Platz 29 erreichte.
Nach einem Kahnbeinbruch an der Hand in der Saisonvorbereitung stieg Böhm in die internationale Saison 2011/12 verspätet Mitte Dezember beim IBU-Cup in Ridnaun ein. Nachdem er in der Folgewoche in Obertilliach zwei zweite Plätze erreicht hatte, wurde er erneut für den Weltcup in Oberhof zu Jahresbeginn nominiert. Dort und in Nové Město belegte er Plätze um 30, woraufhin er die Mannschaft wieder verlassen musste. Bei den Biathlon-Europameisterschaften 2012 in Osrblie gewann Böhm Gold in der Staffel und im Einzel sowie Bronze im Verfolgungsrennen. Im Februar durfte er beim Weltcup in Kontiolahti starten, auf den der Großteil der deutschen Nationalmannschaft verzichtete. Nachdem er bei diesem die Plätze 9 und 16 erreicht hatte, wurde er für die Heim-Weltmeisterschaften in Ruhpolding im März nominiert. Dort kam er jedoch zu keinem Renneinsatz, nachdem er eine interne Ausscheidung gegen Michael Greis verloren hatte.
Die Saison 2012/13 begann Daniel Böhm im IBU-Cup. Vor Weihnachten landete er konstant unter den ersten 15, sein bestes Ergebnis war dabei ein fünfter Platz in Idre. Im Januar gelang ihm in Ostrow als Dritter im Sprint sein erstes Podium der Saison. Nachdem Böhm im Februar in Osrblie einen weiteren dritten Platz erreicht hatte, lag er in der IBU-Cup-Gesamtwertung auf Rang zwei. In der Folge wurde er für die Weltcups im März nominiert. In Oslo qualifizierte er sich als 17. im Sprint für den Massenstart, in Sotschi beendete er das Einzel nicht und in Chanty-Mansijsk wurde er zweimal 26.
Im November 2013 qualifizierte Böhm sich nach einem zweiten Platz beim IBU-Cup in Idre erstmals für einen Weltcupauftakt. Beim ersten Rennen, dem Einzel in Östersund, stellte er mit Platz fünf sein zweitbestes Karriereergebnis ein und erreichte die Olympianorm des Deutschen Olympischen Sportbundes. In der Folgewoche in Hochfilzen konnte er diese Leistung mit Platz zehn im Sprint und zwölf in der Verfolgung bestätigen. Den letzten Weltcup vor Weihnachten in Le Grand-Bornand verpasste er krankheitsbedingt. Bei den Heimrennen in Oberhof und Ruhpolding waren Böhms Leistungen etwas schwächer; er erreichte Ergebnisse um Platz 20. Im Februar 2024 war er erstmals für die Olympischen Spiele nominiert. Seinen einzigen individuellen Einsatz hatte er im Einzel, in dem er Platz 10 belegte. Zusätzlich lief er in der Mixed-Staffel, die als Viertplatzierte wegen eines Dopingvergehens von Evi Sachenbacher-Stehle nachträglich disqualifiziert wurde, und war der zweite Starter der Männerstaffel, mit der er gemeinsam mit Erik Lesser, Arnd Peiffer und Simon Schempp 3,5 Sekunden hinter der russischen Mannschaft Silber und damit seine erste internationale Medaille auf höchstem Niveau gewann. Bei den Weltcups nach den Spielen erreichte er auf der Pokljuka im Massenstart mit Platz sieben sein drittbestes Ergebnis. Am Ende seiner ersten vollständigen Weltcupsaison belegte Böhm Platz 22 im Gesamtweltcup.
Aufgrund seiner Leistungen in der Vorsaison war Daniel Böhm für den Weltcupauftakt 2014/15 in Östersund vorqualifiziert. Mit einem 14. Platz im Sprint dort und einem 15. Platz in derselben Disziplin in der Folgewoche in Hochfilzen erreichte er die WM-Norm des DSV. Auf der Pokljuka war er für den ersten Massenstart der Saison qualifiziert. Nach der Weihnachtspause gelang Böhm in Ruhpolding wiederum im Sprint als Neunter die erste Top-10-Platzierung der Saison. In Antholz lief er in der Verfolgung vom 30. auf den zwölften Platz vor und er erreichte mit der Staffel als Zweiter das Podium. Bei den Weltcups im Februar in Nové Město und Oslo belegte er konstant Plätze zwischen zehn und 20. Anfang März nahm er in Kontiolahti an seinen zweiten Weltmeisterschaften teil. Zum Auftakt der Wettkämpfe belegte er als Teil der Mixed-Staffel Platz sechs; individuell bestritt er erneut nur das Einzelrennen, in dem er mit guter Laufzeit Platz elf erreichte. Daraufhin wurde er Benedikt Doll vorgezogen und durfte die Männerstaffel laufen, die in derselben Aufstellung wie in Sotschi antrat und die Goldmedaille gewann. Damit erzielte Böhm seinen einzigen WM-Titel. Nach den Meisterschaften stellte er beim Weltcup in Chanty-Mansijsk in der Verfolgung als Fünfter sein zweitbestes Ergebnis ein und wurde im Massenstart Achter. Die Gesamtwertung beendete er auf Platz 18.
Auch für den ersten Weltcup der Saison 2015/16 in Östersund war Daniel Böhm vorqualifiziert. Nach einem dritten Platz in der Single-Mixed-Staffel gemeinsam mit Maren Hammerschmidt gelang ihm im Sprint als 14. die Teilnorm für die WM. In den beiden folgenden Wochen in Hochfilzen und auf der Pokljuka konnte er allerdings an diese Leistungen nicht anknüpfen und landete außerhalb der Punkteränge. Im Januar nahm er nur am Weltcup in Ruhpolding teil und kam auch dort nicht über Platz 37 hinaus. Im Februar erreichte er in Canmore ebenfalls nur Platz 48 und in Presque Isle die Plätze 54 und 37; allerdings gelang ihm dort mit der Staffel als Dritter ein Podiumsplatz. Danach beendete Böhm aufgrund seiner schwachen Form, die er mit falschem Training im Sommer erklärte, seine Saison vorzeitig, womit er auch die Weltmeisterschaften 2016 verpasste.
Die Saison 2016/17 begann Daniel Böhm im IBU-Cup. In Beitostølen wurde er 14. sowie 42. und zwei Wochen später in Ridnaun belegte er im Sprint Platz 26 und lief in der Verfolgung, seinem letzten internationalen Rennen, auf Platz 17. Am selben Tag, dem 11. Dezember 2016, gab Böhm bekannt, seine Karriere zu beenden, um einen beruflichen Weg bei der Bundespolizei einzuschlagen.
Ab dem 1. Januar 2017 absolvierte Böhm eine Ausbildung bei der Hubschrauberstaffel der Bundespolizei in Sankt Augustin. Im Juni 2018 schied er aus dem Polizeidienst aus und wechselte in die Privatwirtschaft. Zusätzlich wurde er im selben Jahr zum ehrenamtlichen Athletenvertreter im Technischen Komitee der Internationalen Biathlon-Union gewählt. Beides gab er im Januar 2020 auf, als er als Sportmanager bei der IBU fest angestellt wurde.
Im Juni 2022 rückte Daniel Böhm als Nachfolger von Felix Bitterling zum Sportdirektor des Verbandes auf.

## Auszeichnungen
- 2014: Silbernes Lorbeerblatt[5]

## Statistik

### Weltcup

#### Weltcupsiege
| Nr. | Datum         | Ort          | Disziplin       |
| --- | ------------- | ------------ | --------------- |
| 1.  | 23. Jan. 2011 | Antholz      | Staffel 1       |
| 2.  | 5. Feb. 2011  | Presque Isle | Mixed-Staffel 2 |
| 3.  | 14. März 2015 | Kontiolahti  | Staffel 3 (WM)  |

#### Biathlon-Weltcup-Platzierungen
Die Tabelle zeigt alle Platzierungen (je nach Austragungsjahr einschließlich Olympische Spiele und Weltmeisterschaften).
- 1.–3. Platz: Anzahl der Podiumsplatzierungen
- Top 10: Anzahl der Platzierungen unter den ersten zehn (einschließlich Podium)
- Punkteränge: Anzahl der Platzierungen innerhalb der Punkteränge (einschließlich Podium und Top 10)
- Starts: Anzahl gelaufener Rennen in der jeweiligen Disziplin

| Platzierung | Einzel | Sprint | Verfolgung | Massenstart | Staffel | Gesamt |
| ----------- | ------ | ------ | ---------- | ----------- | ------- | ------ |
| 1. Platz    |        |        |            |             | 3       | 3      |
| 2. Platz    | 1      |        |            |             | 2       | 3      |
| 3. Platz    |        |        |            |             | 3       | 3      |
| Top 10      | 2      | 4      | 1          | 2           | 15      | 24     |
| Punkteränge | 9      | 28     | 24         | 8           | 15      | 84     |
| Starts      | 12     | 40     | 26         | 8           | 15      | 101    |

### Olympische Winterspiele
|                                         | Einzelwettbewerbe | Einzelwettbewerbe | Einzelwettbewerbe | Einzelwettbewerbe | Staffelwettbewerbe | Staffelwettbewerbe |
| Einzel                                  | Sprint            | Verfolgung        | Massenstart       | Männerstaffel     | Mixedstaffel       |                    |
| --------------------------------------- | ----------------- | ----------------- | ----------------- | ----------------- | ------------------ | ------------------ |
| Olympische Winterspiele 2014 \| Sotschi | 10.               | –                 | –                 | –                 | 2.                 | DSQ                |

### Weltmeisterschaften
|                                          | Einzelwettbewerbe | Einzelwettbewerbe | Einzelwettbewerbe | Einzelwettbewerbe | Staffelwettbewerbe | Staffelwettbewerbe | Staffelwettbewerbe |
| Einzel                                   | Sprint            | Verfolgung        | Massenstart       | Herrenstaffel     | Mixedstaffel       |                    |                    |
| ---------------------------------------- | ----------------- | ----------------- | ----------------- | ----------------- | ------------------ | ------------------ | ------------------ |
| Weltmeisterschaften 2011 Chanty-Mansijsk | 29.               | –                 | –                 | –                 | –                  | –                  |                    |
| Weltmeisterschaften 2015 Kontiolahti     | 11.               | –                 | –                 | –                 | 1.                 | 6.                 |                    |

### IBU-Cup-Siege
| Datum         | Ort             | Disziplin       |
| ------------- | --------------- | --------------- |
| 8. März 2008  | Cesana Torinese | Sprint          |
| 1. März 2009  | Ufa             | Verfolgung (EM) |
| 12. Dez. 2009 | Ridnaun         | Einzel          |
| 6. Feb. 2010  | Haute Maurienne | Sprint          |
| 6. März 2010  | Otepää          | Sprint (EM)     |
| 31. Jan. 2012 | Osrblie         | Einzel (EM)     |

## Einzelbelege
1. ↑  Böhm verpasst WM in Oslo. In: Sport1. Februar 2016, abgerufen am 9. Oktober 2014.
2. ↑  Böhm beendet seine Karriere. Abgerufen am 11. Dezember 2016.
3. ↑  Daniel Böhm joins IBU Sport Department. (Memento des Originals vom 24. Februar 2021 im Internet Archive)  Info: Der Archivlink wurde automatisch eingesetzt und noch nicht geprüft. Bitte prüfe Original- und Archivlink gemäß Anleitung und entferne dann diesen Hinweis. In: Biathlonworld. Nr. 53, 2020, S. 8 (PDF).
4. ↑  IBU makes leadership announcement and takes important rules decisions. In: biathlonworld.com. 21. Juli 2022, abgerufen am 21. Juli 2022 (englisch).
5. ↑  Verleihung des Silbernen Lorbeerblattes. Der Bundespräsident, 5. Mai 2014, abgerufen am 15. März 2020.

| Personendaten    | Personendaten        |
| ---------------- | -------------------- |
| NAME             | Böhm, Daniel         |
| KURZBESCHREIBUNG | deutscher Biathlet   |
| GEBURTSDATUM     | 16. Juni 1986        |
| GEBURTSORT       | Clausthal-Zellerfeld |